# 奧洛穆茨圍城戰
奧洛穆茨圍城戰發生於1758年，當時普軍在腓特烈大帝率領下圍攻了奧軍據守的奧爾穆茲（Olmütz，今日捷克共和國奧洛穆茨），為第三次西里西亞戰爭（七年戰爭）中普魯士入侵摩拉維亞的一部份。腓特烈大帝發現抵抗比他預期來頑固，其圍攻的企圖亦遭到阻滯。後在缺乏補給，加上奧軍的援軍到來而打響的多姆斯塔戰役，腓特烈大帝放棄了這次圍城戰並撤回摩拉維亞。

## 傳記
- Szabo, Franz. The Seven Years War in Europe, 1756-1763. Pearson, 2008.

49°35′43″N 17°15′07″E / 49.5954°N 17.2519°E